# Razorblade Suitcase
Razorblade Suitcase —en español: Maleta de cuchilla de afeitar— es el segundo álbum de estudio de la banda británico Bush. Fue publicado el 19 de noviembre de 1996, a través de Trauma Records. Era el seguimiento de su álbum multiplatino Sixteen Stone y debutó en el número uno en el Billboard 200 , vendiendo 293.000 copias durante su primera semana de lanzamiento en los EE. UU. Hasta la fecha, sigue siendo el único álbum de Bush al principio del Billboard 200. Fue grabado en los estudios de Abbey Road en Londres con el ingeniero Steve Albini , el sonido del álbum ha sido comparada por muchos como el álbum In Utero de Nirvana, que también fue diseñado por Albini.

## Nombre del disco
El título originalmente de trabajo del álbum era Ghost Medicine, pero fue cambiado por razones desconocidas. El título es una frase de la letra de la canción "sinapsis" y es la interpretación del cantante Gavin Rossdale de "equipaje emocional". La portada del álbum fue hecho por Vaughan Oliver y Adrian Philpott. Oliver también había hecho la obra de Surfer Rose.

## Lista de canciones
| N.º | Título                      | Duración |  |
| 1.  | «Personal Holloway»         | 3:23     |  |
| 2.  | «Greedy Fly»                | 4:30     |  |
| 3.  | «Swallowed »                | 4:51     |  |
| 4.  | «Insect Kin»                | 4:27     |  |
| 5.  | «Cold Contagious»           | 6:00     |  |
| 6.  | «A Tendency to Start Fires» | 4:04     |  |
| 7.  | «Mouth»                     | 5:45     |  |
| 8.  | «Straight No Chaser»        | 4:02     |  |
| 9.  | «History»                   | 4:17     |  |
| 10. | «Synapse»                   | 4:52     |  |
| 11. | «Communicator»              | 4:25     |  |
| 12. | «Bonedriven»                | 4:32     |  |
| 13. | «Distant Voices»            | 6:20     |  |

## Posiciones
| Lista (1996)                        | Posición |
| ----------------------------------- | -------- |
| Australia (ARIA)                    | 12       |
| Austria (Ö3 Austria)                | 13       |
| Bélgica (Ultratop flamenca)         | 38       |
| Bélgica (Ultratop valona)           | 43       |
| Canadá (Billboard Canadian Albums)  | 1        |
| Países Bajos (Album Top 100)        | 31       |
| Finlandia (Suomen Virallinen Lista) | 23       |
| Alemania (Media Control Charts)     | 37       |
| Nueva Zelanda (Recorded Music NZ)   | 10       |
| Escocia (Scottish Albums Chart)     | 7        |
| Suecia (Sverigetopplistan)          | 43       |
| Reino Unido (UK Albums Chart)       | 4        |
| Estados Unidos (Billboard 200)      | 1        |

## Personal
- Gavin Rossdale - guitarra, coros, voces
- Robin Goodridge - tambores
- Dave Parsons - bajista
- Nigel Pulsford - guitarra